# Stefan Persson (Eishockeyspieler)
Eric Stefan Persson (* 22. Dezember 1954 in Umeå) ist ein ehemaliger schwedischer Eishockeyspieler (Verteidiger), der von 1977 bis 1986 für die New York Islanders in der National Hockey League spielte.

## Karriere
Nachdem er in Schweden bei Piteå IF und Brynäs IF gespielt hatte, belegte er bei der Eishockey-Weltmeisterschaft 1977 mit der schwedischen Eishockeynationalmannschaft den zweiten Platz.
Bereits beim NHL Amateur Draft 1974 hatten sich die New York Islanders in der 14. Runde die Rechte an ihm gesichert. Zur Saison 1977/78 wechselte er zu den Islanders und setzte sich auf Anhieb durch. Er und Anders Kallur waren 1979 die ersten Europäer, die den Stanley Cup gewinnen konnten. Auch in den folgenden drei Jahren holte er mit den damals überragenden Islanders den Cup. Bis zur Saison 1985/86 blieb er bei den Islanders. Anschließend spielte er noch einige Jahre in der drittklassigen schwedischen Division 1 beim Borås HC.
Später fungierte er als General Manager der schwedischen Juniorennationalmannschaft.